# Инструментален софтуер
Инструментален софтуер, също помощен софтуер са спомагателни програми, които изпълняват специализирани типови задачи, свързани с работата на операционната система, както и средства за разработване на програми и различни приложения. В тази група попадат сервизните програми (на английски: utility), които осигуряват диагностика, управление на устройства, презапис от един на друг носител, архивиране, антивирусни програми и др. Той е част от системния софтуер, чиято цел е да анализира, конфигурира, оптимизира и поддържа компютъра.